# Yvonne Barr
Yvonne Barr (Carlow, Irlanda, 11 de marzo de 1932-Melbourne, 13 de febrero de 2016) fue una viróloga irlandesa que descubrió el virus de Epstein-Barr junto con Michael Anthony Epstein y  Bert G. Achong.

## Biografía
Nacida en Irlanda, se graduó en zoología en el Trinity College de Dublín y ocupó varios puestos de investigación médica y veterinaria en el Reino Unido y Canadá. En 1963 comenzó a trabajar con Michael Anthony Epstein, quien había recibido una subvención de los Institutos Nacionales de Salud de Estados Unidos para contratar a dos asistentes.
Encargada de preparar las muestras, descubrió junto a Esptein el virus de Epstein-Barr en 1964 en el hospital de Middlesex en Londres. Los resultados preliminares fueron publicados en la revista The Lancet. Culminó su doctorado en la Universidad de Londres en 1966.
Después de trabajar tres años en el Bland-Sutton Institute, se mudó a Melbourne tras casarse, donde trabajó como profesora de ciencias y matemáticas. Se jubiló en 1993 y falleció el 13 de febrero de 2016.